# Fannia hinei
Fannia hinei är en tvåvingeart som beskrevs av Chillcott 1961. Fannia hinei ingår i släktet Fannia och familjen takdansflugor.
Artens utbredningsområde är Alaska. Inga underarter finns listade i Catalogue of Life.